# 朝鮮日報
朝鮮日報（ちょうせんにっぽう、チョソンイルボ、朝: 조선일보）は、大韓民国の日刊新聞である。日本統治時代の1920年3月5日に創刊。東亜日報と並んで韓国で最も歴史が長い新聞社であり、発行部数は韓国最大。政治的には保守的な論調が多い。
在日本朝鮮人総連合会（朝鮮総聯）の機関紙「朝鮮新報」とは無関係。
日本の毎日新聞とは、1963年より提携関係にある。

## 概説
発行部数も約116万部と韓国最大であり、調査を始めた1989年以降2009年現在まで韓国で一番の購読率である。
編集性向は保守的であるとされ、韓国の新聞の中でも強硬派に属する。金泳三政権までは政府に好意的な記事が多かったが、金大中政権・盧武鉉政権時代は政府に批判的な言論が増えた。その後の保守派の李明博政権・朴槿恵政権には好意的であり、文在寅政権に対しては極めて攻撃的・敵対的な姿勢をとっている。そのため、保守・右派層、既得権層、財閥、民族主義派からは支持を得ているが、左派、労働組合、親北朝鮮派からは親独裁・親軍部・親財閥・親日派との批判を受けてきた。
なお漢字復活を主張している団体の1つでもあり、「漢字文盲抜けだそう」という連載記事を展開しているほか、以前は社説でのみ韓国の慣習に反して漢字を直接使いハングルでルビを振っていたがこれは後の2008年1月より、他の記事と同様にハングルの後ろに括弧の中に漢字を入れる表記法に変更された。また、「月刊朝鮮」は1998年に漢字復活キャンペーンを展開し、「少年朝鮮」でも漢字教室を掲載している。
2001年1月に韓国の新聞では初めて日本語サイトを開設し、2004年6月時点での月間訪問者数は約90万人に達した。2008年11月24日より日本語版のみweb版の公開期限が無期限から1週間となり、過去の記事の閲覧には有料会員登録が必要となった。朝鮮語、英語、中国語版は現在も無料で閲覧できる。

## 沿革
3.1独立運動以降の朝鮮総督府が打ち出した「文治政策」に呼応して、朝鮮人の大物実業家だった趙鎭泰の主導で朝鮮人経済団体の「大正実業親睦会」が中心となり、1920年3月5日に創刊した。だが直ぐに資金面で行き詰まり宋秉畯が経営権を取得、「皇城新聞」の元編集者でジャーナリストとして長く活動してきた南宮檍を社長として招き入れ編集を任せた。
ほぼ同時期に創刊された東亜日報が朝鮮人への啓蒙や実力養成に力を入れたのに対し、朝鮮日報は日本や朝鮮総督府の政策に真正面から批判する報道が目立った。創刊一ヶ月後には李王家の世子・李垠と方子女王との結婚に異を唱える記事を掲載して紙面没収の憂き目に遭い、その後も4度の停刊処分を始め当局からの圧力や弾圧をしばしば受けた。その一方でこうした論調から左右を問わず独立運動家が集まり、安昌浩や李商在が社長を務め、洪命熹・朴憲永・金丹冶など左翼人士が執筆をおこなった。またハングル普及のため、教材の無料配布も行っている。
方應謨社長の時代に総督府の教育政策を批判した紙面が没収処分を受けた後、論調が当局に協力的になり、李奉昌の爆弾テロを非難したり、皇紀2600年にあたっては昭和天皇・香淳皇后の写真を1面に掲げ南次郎総督の談話を掲載した。1940年8月には総督府の言論統制の一環で廃刊となる。
日本の統治が終わって1945年11月23日に復刊。方應謨社長が金九支持を打ち出したこともあり、韓国独立党系の新聞として論陣を張る。その後、1968年に「週刊朝鮮」を1980年に「月刊朝鮮」をそれぞれ創刊。2005年3月5日には街版を廃止している。

## 論調
大韓民国の代表的な保守言論である。韓国の3大保守マスコミで、朝鮮日報、中央日報、東亜日報（これらは朝中東と略され、高いシェアを占める）がいるが、このうち朝鮮日報は、非常に強硬保守的論調を取っている。 政治的には非常に反共主義的で、経済的には新自由主義的性向を帯びている。
未成年者の子どもを養うための体罰を「愛のムチ」として積極的に擁護している。また、同性愛、移民、良心的兵役拒否、障害者と精神疾患者人権問題などにおいても非常に社会保守主義的な見解をとっている。
国民保守主義的な性向があるため、日本に好意的ではない。しかし、朝鮮日報は米国と関連した外交的問題では国民主義的性向が大きくなく、非常に親米的な論調を見せている。
2018年9月に韓国の時事週刊誌「時事IN」の依頼で世論調査機関「Kantar Public」が実施した世論調査で、最も信頼できないメディア1位に選ばれた（2位は朝鮮日報系列のテレビ朝鮮。逆に最も信頼できるメディア1位は中央日報系列のテレビ局JTBCであった。なお中央日報は信頼できないメディア5位であった。）。

## 北朝鮮報道
北朝鮮に関する報道について、朝鮮労働党高級幹部の金英哲・金与正、外交官の金革哲や歌手の玄松月らが当局の指示により刑罰を受けたと報じるような誤報が多く発生した。

## 女優チャン・ジャヨンの自殺をめぐる疑惑
2009年3月7日に自殺した女優チャン・ジャヨンの遺書に、所属事務所からマスコミ社長、放送局のディレクター、財界の有力者への性接待を強要されていたこと、「朝鮮日報の方社長のルームサロン接待に私を呼んで、性関係を要求するようにした」などの記述があった。しかし、2009年の捜査記録に警察と検察が朝鮮日報社主の息子である方氏が2008年10月28日にチャンさんとある風俗店で同席していたという事実を詳しく調査した事実も出ているにもかかわらず、2009年8月19日に関係者は不起訴処分とされた。
2018年、＃MeToo運動が盛り上がる中、チャン・ジャヨン自殺事件の再捜査・真相解明を求める国民の声が高まり、3月25日には事件の再捜査を求める大統領府国民請願の参加者が22万人を超えた。4月2日、法務部（日本の法務省に相当する）の検察過去史委員会は再調査対象事件に選定した。
4月18日には、事件の捜査に朝鮮日報社が圧力をかけていたとの、元スポーツ朝鮮社長の証言が報じられた。
5月28日、検察過去史委員会は、かつての捜査は「一貫性がある核心的な目撃者の供述を排斥したまま、信憑性が不足した酒の席の同席者の陳述を根拠に不起訴処分した」として検察に再捜査を勧告した。
6月26日、ソウル中央地検の女性児童犯罪調査部は、「再捜査の結果、事件の核心的で本質的な部分について、目撃者の供述が一貫しており、目撃者の供述を信じられるような状況が発見された」として、元朝鮮日報記者を強制わいせつ罪で在宅起訴した。元記者は、2004年の国会議員総選挙にハンナラ党から出馬したが落選した人物だという（2004年国会議員総選挙当時のハンナラ党代表は朴槿恵）。

## 日本関連で議論を呼んだ記事
- 2012年9月25日付けのコラム「萬物相」[27]で、日本国内で行われている反韓デモにおいて大極旗が「破り踏みにじられた」ことや江戸時代の踏み絵などを取り上げ、「他人を踏み付けて快感を覚える加虐本能が、日本人の遺伝子の中に今なお流れているのだろうか」「日本文化には以前から猟奇的、怪奇的な要素が多い」といった内容が掲載された。 J-CASTニュースは「ネットでは韓国を代表する一流紙の朝鮮日報なのに、三流のゴシップ紙でも書かないような内容だ、と唖然とした空気が広がった」としている[28]。
- 2013年7月3日、日本を正常化するには、九州・四国・沖縄の2倍に相当する領土を割譲したドイツと同様に日本の領土を献上させるべきだというコラムを執筆し、「朝鮮日報の記者らしい記事」だと賛同の声が集まったという[29]。
- 2013年7月6日に起きた「アシアナ航空214便着陸失敗事故」において、アシアナ航空の乗務員たちの美談を熱心に伝えているが、ウォール・ストリート・ジャーナルによれば、パイロットの操縦ミスに関する報道は行っていない。大半の韓国メディアはそういう傾向の報道であり、「墜落機のパイロット、ボーイング777型機の飛行経験はわずか43時間」との報道が一紙（中央日報）[30]で行われただけである[31]。この事故に関しては「（韓国の航空会社において）彼らの飛行経験とは、一般的に自分が客席に座り、飛行機が自動操縦状態にある状態を指す」との証言がでているように韓国のパイロット養成の問題点が指摘されている[32]が、朝鮮日報は論説で「（韓国軍の）FX事業参加業者であるボーイングに、大韓民国国民感情を悪化させないのが良いことだと警告圧迫しなさい」など5つの提言を行って、ボーイング社や国家運輸安全委員会への抗議レベルを一層高めるよう主張している[33]。
- 2013年8月29日、国際連合事務総長の潘基文の発言に対して、国際連合憲章の中立性規定に違反する可能性が指摘されていた問題で、日本側は日本のみ指摘したものではない、との事務総長側の釈明を受け入れて決着した[34]が、これについて朝鮮日報の李漢洙（イ・ハンス）記者は『盗っ人たけだけしい日本メディア』と日本側を非難した[35]。
- 2014年7月18日の「大統領を取り囲んだ風聞」[36]（日本語版は8月10日[37]）で、セウォル号沈没事故の当日、朴槿恵大韓民国大統領の居場所が7時間も不明だった事で、誰かと密会していたという噂が流れている、という記事を書いた。これを8月3日に産経新聞が引用した所[38]、加藤達也ソウル支局長に名誉棄損で出頭するよう求められ、駐日本国大韓民国大使館から記事削除の要請があった[39]。8月9日に岸田文雄外務大臣が、ミャンマーで大韓民国の尹炳世外相と会談し、この件で「日韓関係に影響が出るのではないか、報道の自由との関係で心配している」と伝えた[40]。
- 2015年12月29日、前日の旧日本軍の慰安婦問題をめぐる日韓合意を1面トップで報じた際、岸田文雄外相が尹炳世外相に頭を下げているように見える写真を掲載したが、実際は尹外相の背後の国旗に一礼した瞬間を撮ったものであり、産経新聞は「国旗に一礼するシーンにニュース性はない。韓国側の編集意図は明らかである。事実に反する演出は言論人として厳に慎むべきだ」と批判した[41]。
- 2019年7月16日、大統領府首席秘書官がFacebookを通じて、朝鮮日報日本語版の見出しについて、「日本で嫌韓感情の高まりをあおる売国的タイトルを選んだ人間は誰か?」と批判。翌17日、大統領府の記者会見では、報道官が朝鮮日報と中央日報を名指し、日本語版サイトの記事で見出しを変えているケースがあることなどを指摘した[42]。一部では、朝鮮日報に対する不買運動や、青瓦台へ朝鮮日報の廃刊を求める国民請願も起きている[43]。

## 関連新聞
- スポーツ朝鮮（스포츠조선）